# بلو ون
طيران بلو ون، (بالإنجليزية: Blue1)‏. شركة طيران فنلندية مملوكة لشركة CityJet .

## خلفية تاريخية
كانت سابقاً شركة تابعة لمجموعة (SAS)وتوجهت إلى حوالي 28 وجهة في أوروبا، بشكل رئيسي من قاعدتها في مطار هلسنكي. حملت أكثر من 1.7 مليون مسافر في عام 2011. وكانت شركة طيران عضوا في تحالف ستار، وكان مكتبها الرئيسي في فانتا.